# Danzig (álbum)
| Críticas profissionais        | Críticas profissionais |
| Avaliações da crítica         | Avaliações da crítica  |
| Fonte                         | Avaliação              |
| ----------------------------- | ---------------------- |
| AllMusic                      | [ 1 ]                  |
| College Music Journal         | (favorável)            |
| Melody Maker                  | (favorável)            |
| Pitchfork                     | 8.5/10                 |
| The Rolling Stone Album Guide | [ 5 ]                  |
| Thrasher                      | (favorável)            |
| Trouser Press                 | (mista)                |

Danzig é o álbum de estreia da banda de heavy metal Danzig, liderada pelo vocalista Glenn Danzig. Lançado em 30 de agosto de 1988, o disco contou com a produção de Rick Rubin.

## História
Fundador do Misfits e, posteriormente, do Samhain, o vocalista optou por um som diferente e mais pesado em relação às bandas anteriores logo no primeiro disco.
O álbum de estreia do Danzig também representou o primeiro da gravadora de Rick Rubin, a Def American Recordings, desde 2001 ligada à Universal Music Group.
O Danzig sempre contou com o apoio do Metallica, que sempre tocou cover dos Misfits e nunca deixou de citar a banda anterior de Glenn Danzig como uma grande referência. Conforme boatos clássicos de bastidores do heavy metal a faixa "Possession" conta com a participação do vocalista do Metallica, James Hetfield, embora sem créditos.

## Faixas
Todas as letras escritas por Glenn Danzig.
1. "Twist of Cain" – 4:17
2. "Not of This World" – 3:42
3. "She Rides" – 5:10
4. "Soul On Fire" – 4:36
5. "Am I Demon" – 4:57
6. "Mother" – 3:24
7. "Possession" – 3:56
8. "End of Time" – 4:02
9. "The Hunter" – 3:31
10. "Evil Thing" – 3:16

## Integrantes
- Glenn Danzig - Vocal
- Eerie Von - Baixo
- John Christ - Guitarra
- Chuck Biscuits - bateria